# Armée de Nizam-i Djédid
L'Armée de Nizam-i Djédid (du turc ottoman: نظام جديد, qui signifie "l'armée du Nouvel Ordre") était une nouvelle armée réformée établie dans l'Empire ottoman par Selim III avec les réformes de Nizam-i Djédid. Il a été créé afin de développer un remplaçant pour les janissaires après avoir perdu la guerre russo-turque de 1787-1792 en 1792 contre l'Autriche et la Russie. En 1806, cette nouvelle armée comptait 26 000 hommes, équipés d'uniformes à la française, d'armes européennes et d'un corps d'artillerie moderne. Cette armée a été dissoute à la suite d'une rébellion des janissaires qui considéraient l'ensemble des réformes du sultan comme une menace à leur influence. Bien que le Nizam-i Djedid soit finalement un échec pour Selim III, l'effort se poursuivra sous le règne de Mahmoud II après la destruction du corps des janissaires lors de l'incident de Vaka-i Hayriye. Les défaites militaires contre la Russie ne cesseront cependant pas.

## Recrutement et formation
La première caserne a été établie à la ferme de Levend , qui appartient à Gazi Hasan Pasha l'Algérien, et plus tard, avec le soutien croissant, un centre a été créé à Üsküdar et un centre en Anatolie qui est relié à la caserne d'Üsküdar où les fondations de l'actuelle caserne de Selimiye a été posée. Avec la création de ces centres, la présence de l'armée de Nizam-ı Cedid a atteint un nombre important. Les soldats ont été recrutés dans des familles locales, nobles et propres qui n'ont pas atteint l'âge de 25 ans. En janvier, un système de mise en liberté sous caution a été élaboré pour chaque membre; Ainsi, les évasions ont été empêchées.
Les Français ont fourni une grande partie de l'expertise de départ que les Ottomans avaient besoin pour recycler leur armée dans des tactiques modernes et méthodes.

## Batailles
En 1799, 200 hommes forts de l'armée Nizam-i djédid ont été impliqués dans le combat pour aider Djezzar Pacha dans sa résistance contre Napoléon dans la bande de Gaza. Environ 304 fantassins et artilleurs de Nizam-i Djédid étaient du côté de l'amiral Sir Sydney Smith qui défendit avec succès Acre. Un tiers des forces ottomanes ont été envoyées pour aider les forces britanniques à retirer les Français d'Egypte, tandis que les Nizamis ont également joué un rôle de premier plan dans la capture de Rosette. En septembre 1806. Ibrahim-pacha Bushatli, gouverneur de Scutari, dirigea l'armée de Nizamis sur la forteresse de Deligrad pendant la bataille de Deligrad lors du premier soulèvement serbe.

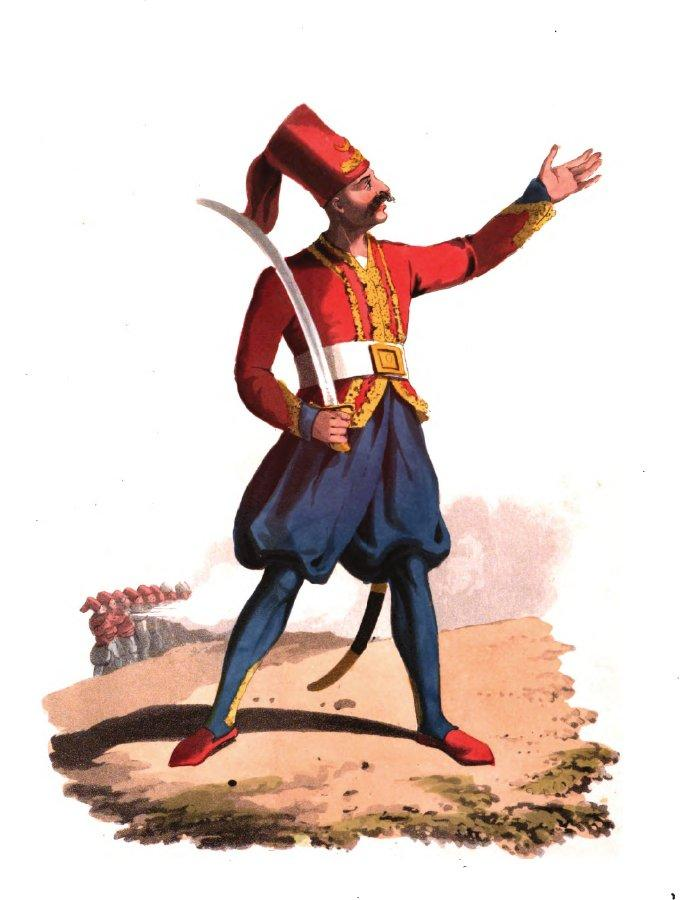
Officier du  Nizam-i Djédid
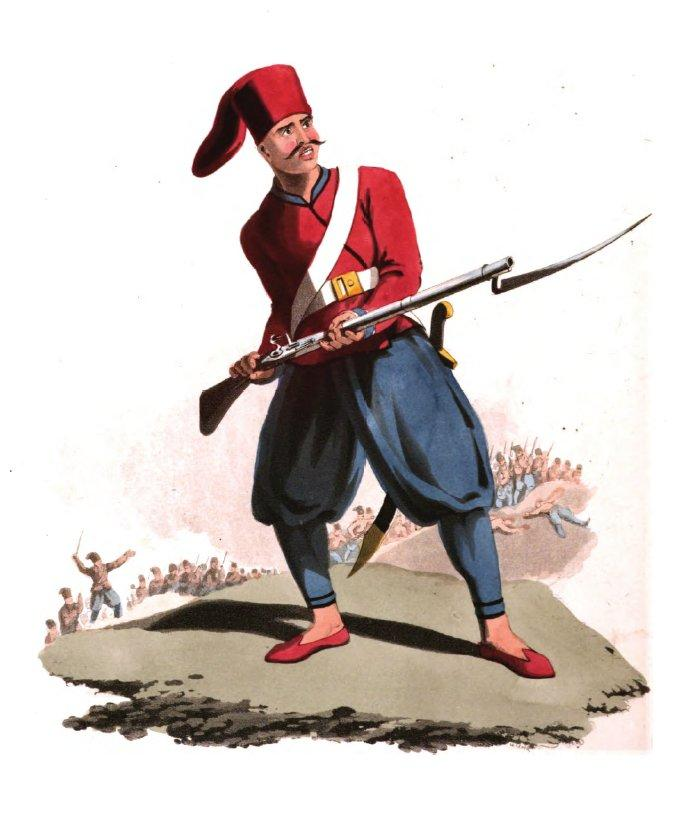
Soldat du  Nizam-i Djédid

## Culture populaire
- L'armée de Nizam-i Djédid apparaît dans la série de jeux vidéo Total War: Empire: Total War et Napoleon: Total War, servant de nouvelle ligne d'infanterie régulière.

## Voir Aussi
- Réformes ottomanes
- Armée de Sekban-i Djédid